# بحبك وحشتيني (ألبوم)
بحبك وحشتيني ألبوم غنائي للمطربة المصرية أنغام، رقم 17 والألبوم مكون من 12 أغنية ومن إنتاج شركة روتانا  عن المنتج بسام عوض و هو اول ألبوم بعد انضمام انغام الي شركة روتانا عام 2004 و ترك انغام شركة عالم الفن . و ألبوم حصل علي اعجاب اغلب نقاد الموسيقي .و لكن لم يحصل علي المبيعات الضخمة مقارناً ب البوماتها السابقة  مثل " عمري معاك "و "ليه سبتها  ، و يعتبر من اقل البومات انغام مبيعا  ألبوم يعتبر البوم هادئ و ناعماً يظهر حالة انغام في هذه الفترة ب كونها ام لمولودها "عبد الرحمن " تم تصوير كليب الأغنية الرئيسية "بحبك وحشتيني " كلمات "خالد ابو الفتح "  والحان "شريف تاج " و توزيع "فهد " في الجونة  و هي حامل في الشهر السابع و تصدرت الTop 10 في قناة روتانا موسيقي .  مؤلف الاغنية  الرئيسية كان أحد من معجبين انغام يسمي خالد ابو الفتوح و ارسل لها الأغنية علي صندوق بريدها و تصلت به في الساعة الثانية بعد منتصف الليل لتقول له أنها أعجبت بالاغنية و انها ستكون عنوانا ألبوم لعام 2005 . وفي السياق نفسه، أصدرت أنغام أغنية "متل الأول" على الإنترنت، وهي أغنية لبنانية كان من المقرر إدراجها رسميًا في الألبوم، ولكن تم حذفها قبل الطباعة. أوضحت أنغام سبب هذا القرار بقولها إنها لم تكن مستعدة تمامًا للغناء باللهجة اللبنانية و في المستقبل غنت انغام ب اللهجة اللبنانية في البومها احلام بريئة عام 2015 في اغنية بكره موسيقيبعدها. أنتجت أنغام أغنية "إنت مين" بالتعاون مع روتانا. سافرت إلى إسطنبول لتسجيل الأغنية وإعادة توزيعها مع الموزع الموسيقي إسماعيل 
```
و البوم تم تسجيله في إستوديو الخاص بانغام في مدينة "
الشروق
"
  مثل البوم" 
بتحب مين
 " 1997
و كان في بداية نزول ألبوم كان مكون فقط من 10 اغاني ، وبعدها تم اضافة اغنيتين  كطريقة لزيادة المبيعات و هما"
انت مين "و "بحبك وحشتيني ريمكس"
بحبك وحشتيني ولكن بتوزيع مختلف
```

و تم تصوير اغنية "بحب نفسي " عام 2006 الذي زادت من مبيعات البوم نسبياً  . اغلب توزيعات ألبوم من توزيعات الموزع "فهد شلبي " زوج انغام هذه الفترة
ألبوم لم ياخد ما يستحقه من الدعاية بل حتي بدون حفل اطلاق ألبوم او حفلات صرحت انغام ب هذه في برنامح مع حبي 2006 و انها لن تستطيع ان تقيم حفلات كثيرة بسبب انشغالها ب عبد الرحمن و بعض المصادر تقول ان مبيعات ألبوم لم تتجاوز ال70 الف نسخة كاسيت (اقل بكثير من ألبوم السابق عمري معاك ) و لكن في هذه الفترة كان مبيعات جميع ألبومات سيئة بعد ثورة الانترنت و قلة حقوق الملكية الفكرية في مصر و الوطن العربي أدى ضعف المبيعات إلى اتهامات لروتانا بإهمال الفنانين المصريين مقارنة بلبنان والخليج، وأنغام أنها نفت تورطها في خلافات علنية مع نادين لبكي والانتقادات الإعلامية
وزع فهد 10 اغاني . ك حال ألبوم السابق اغلبه من توزيع فهد . و البوم نزل بنسخ "كاسيت " و "cd" و كان هناك فرق جودة بين نسخ الكاسيت . وحصل غلاف البوم علي بعض الانتقادات بسبب ان غلاف غير مألوف علي انغام و لكن وضحت انغام في برنامج مع حبي ان جميع ألبومات السابقة انغام تظهر انغام و هي تنظر الي الكاميرة و أرادت هذه المرة التغير غلاف ،CD أضاف غموضًا بصريًا محدود، الأمر الذي أثار النقاد بسبب قلة صور كتيب الألبوم، فقررت أنغام إثر ذلك ضم صور أكثر للألبوم التالي كل ما نقرب و قالت ان المهم في ألبوم هو الأغاني ليس البوستر . اهم الاغاني في هذة البوم هي قلبك و بحبك وحشتيني و بحب نفسي "بحب نفسي" احتل المركز السابع (29 مايو 2006)
```
أول مصر (6 أغسطس 2006)
```

والرابع على راديو "صوت الغد" اللبناني (3 نوفمبر 2006)  .

## الأغاني ( مثل ترتيبها في البوم )
- فاكراك كلمات: نادر عبد الله ، الحان : تامر علي ، توزيع : فهد
- بحب نفسي كلمات :وسام صبري ،الحان :تامر علي ، توزيع فهد
- مين غيرك كلمات : خالد منير ، الحان : شريف تاج ، توزيع : فهد
- استني ايه كلمات :امير طعيمة ، الحان : خالد عز ، توزيع: فهد
- انا بالنسبالك كلمات : سلطان صلاح، الحان :خالد عز ، توزيع : فهد
- تتغير كلمات : هند القاضي ، الحان : خالد عز ، توزيع:فهد
- قول كده كلمات : عزت الجندي ، الحان:شريف تاج ، توزيع : فهد
- قد ما تقدر كلمات : نادر عبد الله، الحان:تامر علي ، توزيع: خالد سليمان اخ انغام
- قلبك كلمات: هند القاضي، الحان: خالد عز، توزيع:فهد
- بحبك وحشتيني كلمات خالد ابو الفتح، الحان: شريف تاج ، توزيع فهد
- انت مين كلمات: فيصل ثمال ، الحان: القيصل ، توزيع اسماعيل
- بحبك وحشتيني ريمكس كلمات خالد ابو الفتح، الحان:شريف تاج توزيع:فهد